# Submyotodon moupinensis
Submyotodon moupinensis (Milne-Edwards, 1872) è un pipistrello della famiglia dei Vespertilionidi endemico della Cina meridionale.

## Descrizione

### Dimensioni
Pipistrello di piccole dimensioni, con la lunghezza della testa e del corpo di 40 mm, la lunghezza dell'avambraccio di 33 mm, la lunghezza della coda di 38 mm, la lunghezza del piede di 7,5 mm, la lunghezza delle orecchie di 12 mm.

### Aspetto
La pelliccia è lunga e setosa. Le parti dorsali sono bruno-giallastre al centro e bruno-nerastre scure sui lati, mentre le parti ventrali sono grigiastre con la base dei peli più scura.  Le orecchie sono lunghe, con un incavo sul bordo posteriore appena sotto l'estremità appuntita. Le membrane alari sono attaccate posteriormente alla base delle dita dei piedi i quali sono piccoli e delicati. La coda è lunga ed inclusa completamente nell'ampio uropatagio, il calcar presenta una distinta carenatura. 

## Biologia

### Alimentazione
Si nutre di insetti.

### Riproduzione
Femmine con un piccolo sono state osservate a maggio e giugno.

## Distribuzione e habitat
Questa specie è diffusa nella province cinesi del Sichuan e dello Yunnan.

## Conservazione
Questa specie è stata valutata dalla IUCN sottospecie di Myotis muricola.